# Camerana
Camerana település Olaszországban, Piemont régióban, Cuneo megyében. Lakosainak száma 572 fő (2023. január 1.). Camerana Gottasecca, Mombarcaro, Monesiglio, Montezemolo, Sale delle Langhe, Sale San Giovanni és Saliceto községekkel határos.

## Népesség
A település népességének változása:
| Lakosok száma | 620  | 610  | 572  |
|               | 2017 | 2018 | 2023 |